# Tim Dunigan
Timothy P. Dunigan (* 2. August 1955 in  St. Louis, Missouri) ist ein US-amerikanischer Schauspieler.

## Leben
Dunigan begann seine Karriere 1983 mit einer der Hauptrollen in der Serie Mr. Smith an der Seite von Stuart Margolin und Terri Garber. Die Serie über einen superintelligenten Orang-Utan, der in Washington, D.C. inkognito als Politikberater arbeitet, wurde jedoch nach dreizehn Folgen eingestellt. Im selben Jahr erhielt er eine der Hauptrollen in einer Actionserie, die später zu den der populärsten der 1980er Jahre zählen sollte, Das A-Team. Allerdings wurde seine Rolle des Templeton „Faceman“ Peck nach dem Pilotfilm mit Dirk Benedict neu besetzt.
Dunigan spielte in den folgenden Jahren Gastrollen in Serien wie Ein Colt für alle Fälle und Cheers. Von 1987 bis 1988 stellte er die Titelrolle in der Science-Fiction-Serie Captain Power dar. Nach der aus 22 Episoden bestehenden ersten Staffel wurde die Serie eingestellt. Von 1988 bis 1989 war er in vier Folgen der Disney-Serie Disneyland als Davy Crockett zu sehen. Ab Mitte 1990er Jahren wurden seine Auftritte rarer; zwischen seinen Gastrollen in Diagnose: Mord und JAG – Im Auftrag der Ehre lagen sieben Jahre.

## Filmografie (Auswahl)
- 1983: Mr. Smith (Fernsehserie)
- 1983: Das A-Team  (The A-Team, Fernsehserie)
- 1983: Scherben eines Mordes (Missing Pieces, Fernsehfilm)
- 1984: Ein Colt für alle Fälle (The Fall Guy, Fernsehserie)
- 1986: Cheers (Fernsehserie)
- 1987–1988: Captain Power (Fernsehserie)
- 1988–1989: Disneyland (Fernsehserie)
- 1989: Captain Power: The Beginning (Fernsehfilm)
- 1989: Mord ist ihr Hobby (Murder, She Wrote, Fernsehserie)
- 1990: Beverly Hills, 90210 (Fernsehserie)
- 1990: Harrys Nest (Empty Nest, Fernsehserie)
- 1994: Küß’ mich, John (Hearts Afire, Fernsehserie)
- 1995: Diagnose: Mord (Diagnosis Murder, Fernsehserie)
- 2002: JAG – Im Auftrag der Ehre (JAG, Fernsehserie)